# 旬河
旬河，是中国长江流域汉水水系的一条河流，汇入汉水上游左岸。河长216千米，流域面积6308平方千米，多年平均流量73立方米每秒。自然落差2028米。水能理论蕴藏量17万千瓦。